# Лён, Фиш
Фиш Лён (малайск. Fish Leong, кит. 梁靜茹 кант. Loeng4 Zing6jyu4 Лён Чинъю, с.-кит. Liáng Jìngrú Лян Цзинжу; 16 июня 1978, Бахау, Малайзия) — малайзийская певица и актриса

. Продав более 18 миллионов пластинок, она добилась популярности и успеха в континентальном Китае, Гонконге, Тайване, Сингапуре и Малайзии.

## Биография и карьера
Леонг родилась в Бахау, Негери-Сембилан, Малайзия. Она дебютировала в своей певческой карьере на Тайване и подписала контракт с Rock Records в октябре 1997 года. Затем она взяла себе английское имя «Fish» (рус. Рыба), потому что последний символ её китайского имени 茹 jyu4 звучит на кантонском так же, как 魚 («рыба»). Её дебютный альбом, «Grown Up Overnight», вышел в сентябре 1999 года. Её певческая карьера взлетела вверх после выхода её второго альбома, «Courage» (2000).
С 2010 по 2019 год Фиш была замужем за торговцем Тони Чжао. У бывших супругов есть сын — Андерсон Чжао (род. 18 июля 2014).